# Mont Clemenceau
Pour les articles homonymes, voir Clemenceau (homonymie).
Le mont Clemenceau est le quatrième plus haut sommet des Rocheuses canadiennes, dans la province de Colombie-Britannique. Il fut, à l'origine, nommé Pyramid en 1892 par Arthur Philemon Coleman. Cependant, la montagne fut renommée, en 1919, par Interprovincial Boundary Survey en mont Clemenceau, en l'honneur de Georges Clemenceau, président du Conseil pendant la Première Guerre mondiale.
La première ascension du mont Clemenceau eut lieu en 1923 par D.B. Durand, H.S. Hall, W.D. Harris et H.B. De V. Schwab.

## Voies
- Face Ouest II
  - C'est la route habituelle, comme la route nord du glacier sur le mont Athabasca mais considérée comme plus intéressante. La route les parties les plus pentues de la face.
- Crête Nord-est IV
- Face Nord IV